# Quilen
Quilen település Franciaországban, Pas-de-Calais megyében. Lakosainak száma 65 fő (2022. január 1.). Quilen Maninghem, Bimont, Herly és Saint-Michel-sous-Bois községekkel határos.

## Népesség
A település népességének változása:
| Lakosok száma | 59   | 58   | 60   | 62   | 64   | 66   | 65   | 65   |
|               | 2013 | 2015 | 2017 | 2018 | 2019 | 2020 | 2021 | 2022 |